# 스리랑카 항공
스리랑카 항공(영어: SriLankan Airlines, 싱할라어: ශ්රී ලන්කන් ගුවන් සේවය)은 스리랑카의 항공사로 본사는 스리랑카 콜롬보에 위치해 있으며 허브 공항은 콜롬보 반다라나이케 국제공항이 있다.

## 역사
스리랑카 정부는 1978년 실론 항공(영어: Air Ceylon)를 없애고 1979년 7월 랑카 항공을 설립해 초기에 싱가포르 항공부터 보잉 707 제트기를 임대하여 운항했다. 1980년대 취항 노선을 늘리고 항공기도 추가 매입했다. 1990년까지 26개 노선에 취항했다. 1992년 12월 에어버스 A320-200 항공기를 처음 도입했다. 1998년 아랍에미리트의 에미레이트 그룹과 스리랑카 정부는 항공기 운항에 관한 전략적 제휴에 서명했다. 당시 국영 기업인 랑카 항공은 지분 일부를 에미레이트 그룹에 매각했다. 이 협정에 에미레이트 그룹이 스리랑카 반디라나이케 국제공항에서 항공 운영권을 10년간 독점적으로 갖는다는 내용이 포함되었다. 이후 에미레이트 그룹은 지분 가운데 40%를 7000만 달러에 추가 매입하고 항공사의 이미지와 항공기를 새로 디자인하기 시작했다. 스리랑카 정부는 최대주주였지만 투자와 경영에 관한 결정 전체를 에미레이트 그룹에 넘겼다. 1998년 랑카 항공의 브랜드가 영구 폐기되면서 현재의 사명으로 변경되었다. 16대의 항공기로 아시아와 유럽의 49개 주요도시에 취항하고 있다. 2010년 12월 1일 공식 홈페이지를 개설했다. 2014년 5월에 항공 동맹인 원월드에 가입했다.

## 운항 노선
- 2012년 8월 기준으로 스리랑카 항공은 다음과 같은 노선을 운항하고 있다.[6][7]

### 코드쉐어 협정
- 스리랑카 항공은 다음과 같은 항공사와 코드쉐어 협정을 체결하고 있다.[8][9]

| - 대한항공 (스카이팀) - 로얄 에어 모로코 (원월드) - 로얄 요르단 항공 (원월드) - 말레이시아 항공 (원월드) - 미얀마 국제항공 - 아메리칸 항공 (원월드) - 아시아나항공 (스타 얼라이언스) - 알래스카 항공 (원월드) - 에어 인디아 (스타 얼라이언스) - 에어 캐나다 (스타 얼라이언스) | - 에티하드 항공 - 영국항공 (원월드) - 오만 항공 - 이베리아 항공 (원월드) - 일본항공 (원월드) - 카타르 항공 (원월드) - 캐세이퍼시픽 항공 (원월드) - 콴타스 항공 (원월드) - 핀에어 (원월드) |  |

## 보유 기종
- 2020년 2월 기준으로 스리랑카 항공은 다음과 같은 기종을 보유하고 있으며 평균 기령은 9.3년이다.[11][12][13]

## 같이 보기
- 반다라나이케 국제공항

## 사진

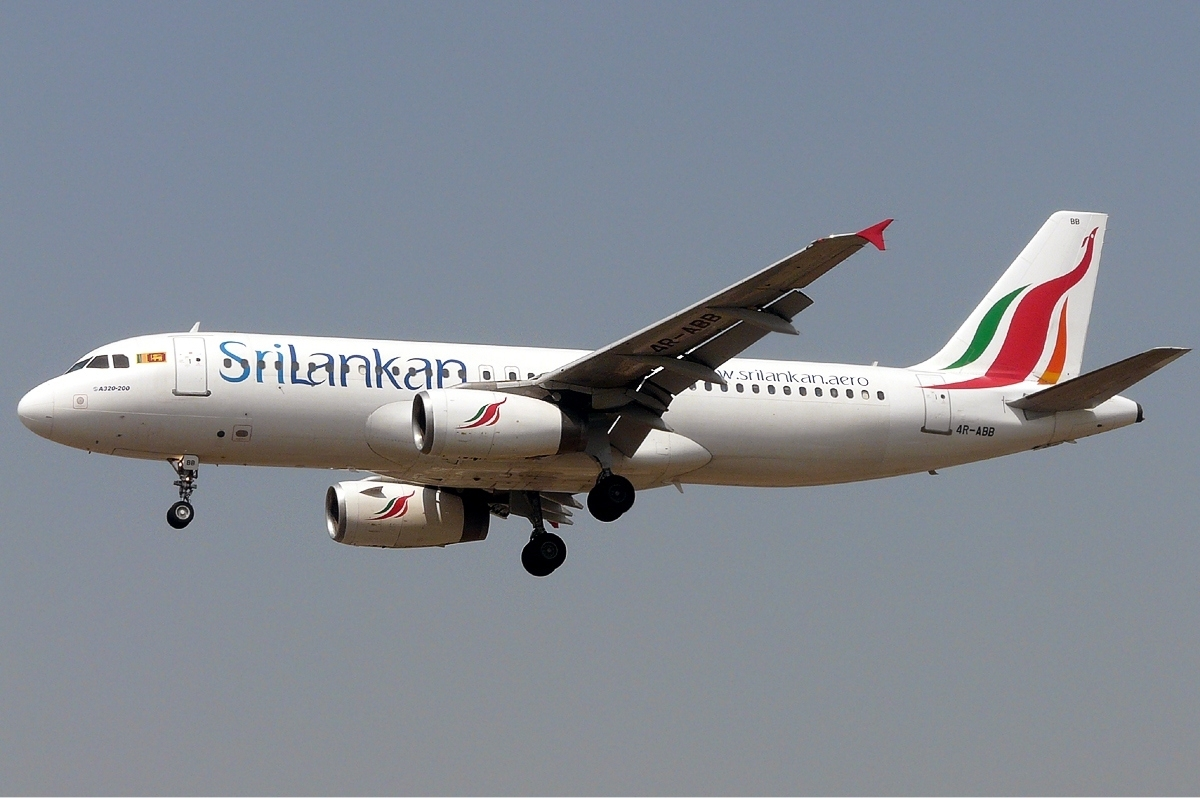
스리랑카 항공의 에어버스 A320-200
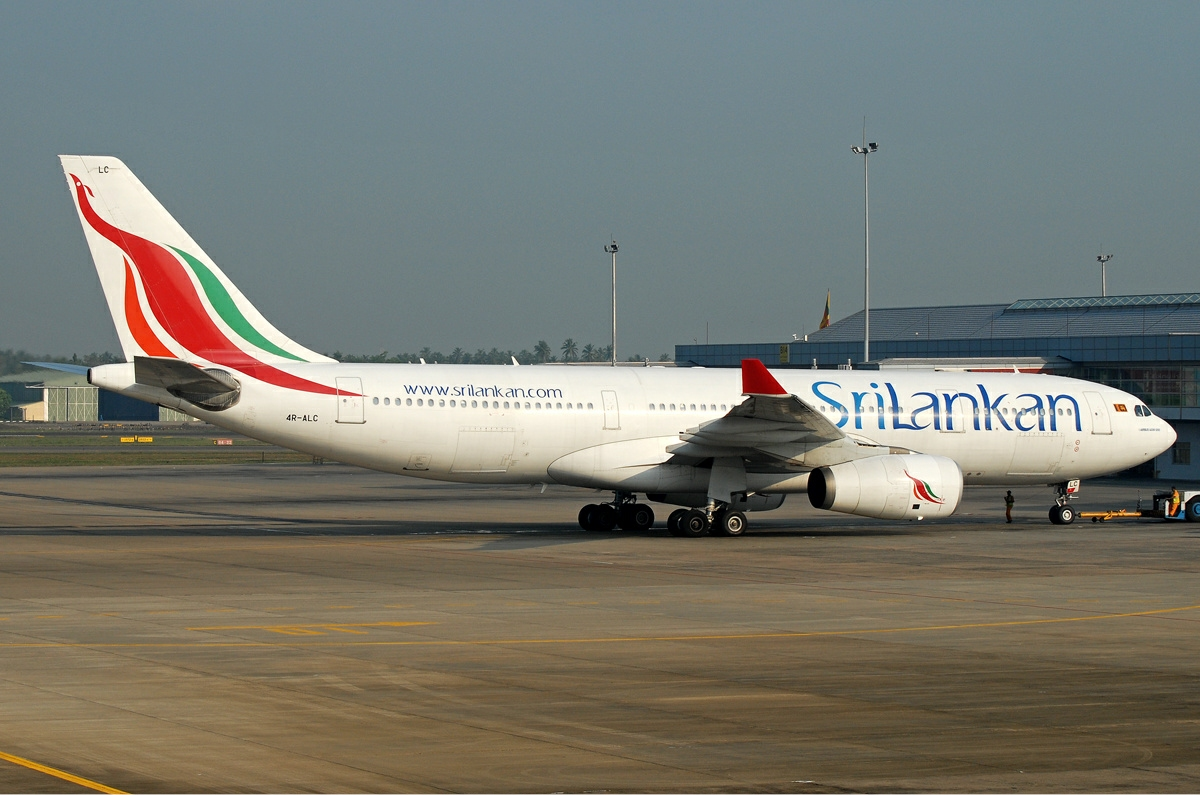
스리랑카 항공의 에어버스 A330-200